# Tydzień przygód w Afryce
Tydzień przygód w Afryce – polski siedmioodcinkowy serial animowany dla dzieci nakręcony w latach 1984-1986 w warszawskim Studiu Miniatur Filmowych.

## Odcinki
1. Poniedziałek (1984)
2. Wtorek (1984)
3. Środa (1984)
4. Czwartek (1985)
5. Piątek (1985)
6. Sobota (1986)
7. Niedziela (1986)